# Glenwood (Indiana)
Glenwood – miasto w Stanach Zjednoczonych, w stanie Indiana, w hrabstwie Fayette.